# 東名集中工事
東名集中工事（とうめいしゅうちゅうこうじ）とは、中日本高速道路株式会社（NEXCO中日本）が毎年10月に東名高速道路において実施している工事である。1988年（昭和63年）に導入され、毎年行われている。

## 概要
1968年（昭和43年）に全線開通した東名高速道路では、経年劣化に加え交通量の増加や車両の大型化によって、道路構造物の老朽化の進行が著しく、補修工事の必要がある。しかし、工事実施によって渋滞が発生して安全で快適な高速道路を提供できなくなる可能性があり、道路利用者や周辺地域に対しても配慮する必要がある。
そこで、工事する時間帯を集約させる集中工事方式が、1988年（昭和63年）から導入された。集中工事を実施することで、トータルの工事規制回数を削減することができた。また、2012年（平成24年）の集中工事においては、集中工事を実施しなかったことで想定される工事渋滞時間を約5割削減できたと試算している。

## 実施日と実施区間
例年10月に2週間程度の日程で実施されるが、土曜・日曜・祝日は工事を行わない。なお、2005年（平成17年）は日本道路公団の10月の民営化に伴い、11月下旬から12月上旬に実施された。また、2014年（平成26年）は御殿場JCT以東の片側3車線区間で日中の2車線規制工事を、2018年（平成30年）は横浜町田IC - 海老名JCT間で日中の工事を、いずれも渋滞対策として実施しなかった関係で、この区間の工期が1週間延長されている。
実施区間については長らくの間東京IC - 小牧JCT間であったが、2011年（平成23年）以降は区間の変更が続いている。2011年は東京IC - 豊田IC間、2012年（平成24年）・2013年（平成25年）は東京IC - 三ヶ日IC間、2014年（平成26年）は東京IC - 豊川IC間（第1・第2週）、東京IC - 御殿場IC（第3週）となった。2015年（平成27年）は東京IC - 沼津IC間のみで実施され、沼津IC以西では新東名高速道路とのダブルネットワークの効果により激しい渋滞が発生しないため、集中工事ではなく利用者への影響の少ない時期に昼夜連続車線規制などを行うこととなった。なお、その後は実施区間の拡大が続き、2016年（平成28年）は東京IC - 春日井IC間、2017年（平成29年）は東京IC - 小牧JCT間、2018年（平成30年）は東京IC - 豊川IC間で実施された。
これ以降は再び実施区間が縮小され、2019年（令和元年）は東京IC - 清水IC間、2020年（令和2年）以降は東京IC - 大井松田IC間の実施となった事に加え、岡崎ICより西側の区間では東京IC - 大井松田IC間とは別の時期に行われるようになるなど、かつてのように全線規模で行われる事は無くなっている。

## 備考
集中工事の期間中は新東名高速道路、中央自動車道、小田原厚木道路、箱根新道、伊豆縦貫自動車道、東富士五湖道路などへの迂回を呼びかけており、中央道へ迂回した場合には東名・新東名を経由した場合と同等の料金へ減額されるなど、所定の迂回路に応じた料金調整が行われる。
なお、同様の集中工事が中央自動車道・高井戸IC - 相模湖IC間の「中央道集中工事」、名神高速道路・吹田IC - 東名春日井IC間の「名神集中工事」、中国自動車道・吹田JCT - 宝塚IC間の「中国道集中工事」等の名称で行われている。